# ستيفان أولسون
ستيفان أولسون (بالسويدية: Stefan Olsson)‏ مواليد 24 أبريل 1987، هو لاعب تنس كراسي متحركة ويحتل حالياً المرتبة رقم. 7. أعلى تصنيف له في الفردي كان المركز الـ 2 في سنة 2011. أعلى تصنيف له في الزوجي كان المركز الـ 4 في سنة 2009.